# Gustav von Ewers
Johann Philipp Gustav von Ewers, född 25 juli 1779, död 20 november 1830, var en tysk rättshistoriker och grundare av rysk rättshistoria som ett akademiskt ämne.   
Gustav von Ewers växte upp som bondson i byn Amelunxen (idag en del av Beverungen) i Furstbiskopsdömet Paderborn i Westfalen. Han började med att studera teologi och filologi 1799, och övergick sedan till samhällsvetenskap, vid Göttingens universitet i Tyskland.
Som vanligt var för akademiker från en fattig bakgrund på den tiden, blev hans första anställning 1803 ett arbete som informator. Detta medförde att han hamnade på godset Waimel i ägo av Otto Magnus von Richter (1755–1826] i dåvarande Kejsardömet Ryssland. Han kom att stanna i Estland livet ut. Samtidigt med lärararbetet fortsatte han akademiskt arbete på egen hand, framför allt om rysk politisk och rättshistoria.
Han påverkades av Hegels definition av samhälle och stat och beskrev den traditionella ryska stamstrukturen som det som hade grundlagt den ryska staten. Detta lade han ut i monografin Das älteste Recht der Russen. Den idégrund som han lade har sedan fått stor acceptans bland ryska rättshistoriska akademiker. 
Han erbjöds, på basis av sina skrifter, 1810 en professur i historia, statistik och geografi vid Dorpats universitet i nuvarande Estland. Denna lärostol innehade han till 1826, och därefter en i den juridiska fakulteten. År 1816 blev han prorektor och 1818 rektor, varefter han återvaldes som rektor varje år till sin död vid 51 års ålder 1830.
Han gifte sig 1811 med Dorothea von Maydell (1790–1864) och paret hade sex barn, bland andra den ryska diplomaten Otto von Ewers (1812–1873). Han var svärfar till Theodosius Harnack och morfar till Adolf von Harnack, Axel Harnack, Erich Harnack och Otto Harnack.

## Arbeten i urval

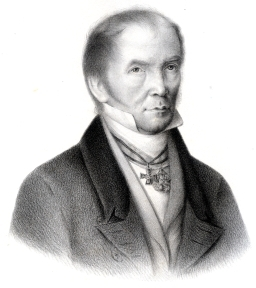
Gustav von Ewers 1827. Porträtt av Alexander Julius Klünder

- Provisorische Verfassung des Bauernstandes in Estland, 1805 och 1806
- Vom Ursprung des Russischen Staats, 1808
- Unangenehme Erinnerungen an August Ludwig Schlözer, 1810
- Kritische Vorarbeiten zur Geschichte der Russen, två volymer 1814
- Geschichte der Russen, volym 1, 1816.
- Das älteste Recht der Russen in seiner geschichtlichen Entwicklung, 1826
- Rhapsodische Gedanken über die wissenschaftliche Bedeutung des Naturrechts, 1828